# Laurus azorica
L'alloro della Macaronesia (Laurus azorica (Seub.) Franco) è una pianta sempreverde della famiglia delle Lauracee.